# Walter Vesti
Walter Vesti (* 6. März 1950 in Davos) ist ein ehemaliger Schweizer Skirennfahrer.
Sein grösster Erfolg war 1975 der Sieg bei der Weltcupabfahrt in Megève. Insgesamt stand Vesti im Weltcup dreimal auf dem Podest und erzielte 14 Platzierungen unter den besten zehn (13 Mal in der Abfahrt, 1 Mal in der Kombination). Bei den Weltmeisterschaften 1974 in St. Moritz wurde er Neunter der Abfahrt, vier Jahre später bei den Weltmeisterschaften 1978 in Garmisch-Partenkirchen Achter. Zudem gewann er 1977 und 1978 beim Parsenn-Derby in Davos/Klosters.

## Erfolge
Alle Platzierungen Vestis unter den besten zehn im Weltcup und bei Weltmeisterschaften:
- 1. Platz  1975 Megève Weltcup Abfahrt
- 2. Platz  1978 Kitzbühel Weltcup Abfahrt
- 3. Platz  1978 Gröden Weltcup Abfahrt
- 5. Platz  1975 Kitzbühel Weltcup Abfahrt
- 6. Platz  1974 Kitzbühel  Weltcup Abfahrt
- 6. Platz  1980 Pra Loup Weltcup Abfahrt
- 7. Platz  1978 Kitzbühel Weltcup Abfahrt
- 8. Platz  1975 Wengen  Weltcup Abfahrt
- 8. Platz  1975 Chamonix Weltcup Kombination
- 8. Platz  1978 Garmisch-Partenkirchen Weltmeisterschaften
- 9. Platz  1974 St. Moritz Weltmeisterschaften
- 10. Platz 1976 Aspen Weltcup Abfahrt
- 10. Platz 1978 Gröden Weltcup Abfahrt
- 10. Platz 1980 Val d’Isere Weltcup Abfahrt
- 10. Platz 1980 St. Moritz Weltcup Abfahrt
- 10. Platz 1982 Aspen Weltcup Abfahrt